# Скелетно-м'язова система людини
Скелетно-м'язова система людини (синоніми: Опорно-рухова система, опорно-руховий апарат, кістково-м'язова система, локомоторна система) — комплекс структур який утворює каркас, надає форму організму, дає йому опору та забезпечує захист внутрішніх органів і можливість пересування у просторі.
Це функціональна сукупність кісток скелета, їх з'єднань (суглобів і сінартрозів), і соматичної мускулатури з допоміжними пристосуваннями, які здійснюють за допомогою нервової регуляції локомоції, підтримання пози, міміки та інших рухових діях, поряд з іншими системами органів утворює людське тіло.
Це саморушний механізм, який складається з 400 м'язів, 206 кісток і декількох сотень сухожиль. Більшість кісток скелету з'єднане рухомо за допомогою суглобів. Одним кінцем м'яз прикріплюється до однієї кістки, утворюючи суглоб, іншим кінцем — до іншої кістки.
В англомовній літературі застосовують близькі за значенням терміни: англ. musculoskeletal system (скелетно-м'язова система) та англ. locomotor system (локомоторна система).

## Функції
- Опорна — фіксація м'язів і внутрішніх органів;
- Захисна — захист життєво важливих органів (головний мозок і спинний мозок, серце та ін);
- Рухова — забезпечення простих рухів, рухових дій (постави, локомоції, маніпуляції) та рухової діяльності;
- Ресорна — пом'якшення поштовхів та струсів;
- Біологічна — участь у забезпеченні життєво важливих процесів, таких як мінеральний обмін, кровообіг, кровотворення та інші.

Рухова функція можлива лише за умови взаємодії кісток і м'язів скелета, тому що м'язи приводять в рух кісткові важелі. При скороченні м'яз призводить кістки в рух. Завдяки м'язам протилежної дії кістки можуть не тільки здійснювати ті чи інші рухи, але й фіксуватися відносно один одного.
Кістки та м'язи беруть участь в обміні речовин, зокрема в обміні кальцію та фосфора.

## Підсистеми

### Скелет

Скелет людини

- Загальний план будови організму людини. Анатомічна термінологія. Осі та площини людського тіла. Форма, будова, хімічний склад, хімічні властивості кісток і вікові їх зміни. Загальна будова хребців.
- Хребет, його форма, вигини.
- Зміна форми хребта у людини, зумовлена прямоходінням.
- Шийні, грудні та поперекові хребці.
- Крижова кістка і куприкова кістка. Зміна форми і будови відділів хребта в залежності від функції та віку. Ребра, грудина. Грудна клітка в цілому.
- Скелет верхньої кінцівки — загальний план будови. Кістки плечового поясу. Плечова кістка.
- Кістки передпліччя і кисті.
- Скелет нижньої кінцівки — загальний план будови. Тазова кістка. Таз в цілому. Стегнова кістка. Наколінок.
- Кістки гомілок та стопи. Рентгенанатомія скелету.
- Загальні дані про будову кісток черепа. Потилична та тім'яна кістки.
- Лобова та решітчаста кістки.
- Клиноподібна кістка. Скронева кістка. Верхня щелепа. Піднебінна кістка. Нижня щелепа та дрібні кістки лицевого черепа.
- Череп в цілому. Носова порожнина. Очна ямка. Вискова, підвискова, крилопіднебінна ямки. Рентгенанатомія черепа.

### Сполучення кісток
- Артрологія. Види сполучення кісток.
- Сполучення хребців. Атланто-потиличний суглоб.
- Сполучення ребер.
- Висково-щелепний суглоб. Сполучення кісток плечового пояса. Плечовий суглоб.
- Ліктьовий суглоб. Сполучення кісток передпліччя. Променево-зап'ястковий суглоб. Суглоби кисті.
- Сполучення кісток таза.
- Кульшовий суглоб.
- Колінний суглоб. Сполучення кісток гомілки.
- Гомілковостопний суглоб. Суглоб стопи. Склепіння стопи.

### М'язи
- Міологія: Анатомічна будова м'язів. М'язи та фасції спини.
- М'язи та фасції грудної клітки. Діафрагма.
- М'язи та фасції живота.
- Піхва прямого м'яза живота. Пахвинний канал.
- Поверхневі м'язи шиї. Трикутники шиї. Глибокі м'язи шиї. Фасції шиї.
- Жувальні та мімічні м'язи. Фасції голови.
- М'язи та фасції плечового пояса і плеча. Пахвова порожнина.
- М'язи передпліччя. Фасції передпліччя.
- М'язи кисті. Фасції та синовіальні піхви сухожилків, м'язів верхньої кінцівки.
- Зовнішні та внутрішні м'язи таза. Над- і під грушоподібні отвори. Фасції таза.
- М'язи та фасції стегна. Стегновий та привідний канали.
- М'язи гомілки. Підколінна ямка. Гомілково-підколінний канал.
- М'язи стопи, фасції та синовіальні піхви нижньої кінцівки.

## Науки, що вивчають скелетно-м'язову систему людини
- Медицина
  - Анатомія
  - Фізіологія (фізіологія рухів)
  - Ортопедія
  - Травматологія
  - Спортивна медицина
  - Протезування
  - Клінічна біомеханіка
- Біомеханіка
- Фізична культура
  - Теорія фізичної культури
  - Біомеханіка фізичних вправ